# Leva
Levul bulgar (lv) este moneda oficială a Bulgariei, și este folosită din 1881 d.Hr. 
La singular moneda bulgară are numele Lev, însă este mai cunoscută denumirea la plural a acesteia, Leva.
Subdiviziunile sale se numesc stotinka (sutime, plural - stotinki, sutimi), 100 de stotinki = 1 lev. Denumirea monedei bulgare, Lev, înseamnă „leu”. 
Denumirea monedei face referire la leul rampant, pe fond roșu, prezent pe stema Bulgariei,  și la leul prezent pe monedele olandeze de argint, leuvendaalder sau taler-leu, care au circulat și în Balcani din secolul al XVII-lea până în secolul al XIX-lea, așadar denumirea are aceeași etimologie cu cea a leului românesc și a celui moldovenesc. 
Codul ISO 4217 pentru moneda bulgară este BGN. Pe 7 mai 1999, levul a fost denominat, astfel la 1.000 leva vechi au fost înlocuiți cu un lev nou. Codul pentru vechiul lev era BGL.

## Puțină gramatică bulgară
În bulgară, la singular, moneda se numește lev (în bulgară: лев). La plural levove (pluralul zis normal, când substantivul nu este precedat de un numeral) sau leva (formă folosită după numerale cardinale).

## Istoria levului bulgar
La crearea sa, în anul 1881, 1 lev era la paritate cu francul francez, la fel ca toate celelalte monede membre ale Uniunii Monetare Latine, inclusiv cu Leul Românesc. 
În 1952, în urma inflației de după război, levul a cunoscut o primă redenominare, iar 1 lev „nou” BGK înlocuia 100 de leve „vechi” BGJ. Această stabilizare s-a făcut fără ca populația să fi fost înștiințată în prealabil. Astfel economiile cetățenilor au dispărut, intrând în trezoreria statului comunist; în plus, statul comunist bulgar a interzis persoanelor fizice să dețină aur și pietre pretioase. 
În 1962, o nouă devalorizare a avut loc la rata de 1 BGL pentru 10 BGK. Levul a rămas apoi, în mod oficial, stabil timp de aproape trei decenii, însă nu era convertibil și se negocia pentru o valoare de 5 până la 10 ori mai mică pe piața neagră.
După adoptarea unei noi leva (cod ISO BGN) în 1999 (1 lev „nou” BGN = 1.000 leva „vechi” BGL), a cărei rată oficială de schimb era fixată la 1 DEM = 1 BGN. 
Levul este legat de euro în cadrul unui „currency board ” (de la 1 ianuarie 1999), cu rata de 1,95583 leva pentru un euro care era și aceea a mărcii germane până la această dată. Prin urmare, levul putea să fie acceptat în mecanismul ERM II încă de la aderarea Bulgariei la Uniunea Europeană și ar fi putut fi integrat în euro cel mai târziu la jumătatea anului 2009, însă situația economică precară a Bulgariei și criza economică mondială au făcut ca această dată să fie amânată în mai multe rânduri.
La 10 iulie 2020, Levul Bulgar împreună cu Kuna Croată au intrat în mecanismul ERM II, cu obligația aderării la moneda unică europeană, Euro, la 1 ianuarie 2024.
Ulterior, din diverse motive economice, termenul inițial nu a fost respectat:
Croația a adoptat moneda Euro, la 1 ianuarie 2023, iar Bulgaria are în plan să facă același lucru la 1 ianuarie 2026.